# گوهر (طارم)
گوهر روستایی در دهستان چورزق بخش چورزق شهرستان طارم استان زنجان ایران است.

## جمعیت
بر پایه سرشماری عمومی نفوس و مسکن در سال ۱۳۹۵ جمعیت این روستا ۶۰۴ نفر (۱۹۹خانوار) بوده‌است. جمعیت بر اساس اطلاعات سامانه سیب 622نفر در سال 1403